# Hohentengen, Sigmaringen
Hohentengen är en kommun (Gemeinde) i Landkreis Sigmaringen i delstaten Baden-Württemberg i Tyskland. Folkmängden uppgår till cirka 4 300 invånare, på en yta av 37 kvadratkilometer. Kommunen består av ortsdelarna (tyska Ortsteile) Hohentengen, Bremen, Eichen, Enzkofen, Günzkofen, Ölkofen, Ursendorf och Völlkofen.
Kommunen ingår i kommunalförbundet Mengen tillsammans med städerna Mengen och Scheer.